# Orchesellaria pelta
Orchesellaria pelta är en svampart som beskrevs av Lichtw. 1984. Orchesellaria pelta ingår i släktet Orchesellaria och familjen Asellariaceae.   Inga underarter finns listade i Catalogue of Life.